# Лабинск
Лабинск (на руски: Лабинск) е град в Русия, административен център на Лабински район. Населението му през 2010 година е 62 864 души.

## Население
Населението на града през 2010 година е 62 864 души. През 2002 година населението на града е 61 446 души, от тях:
- 55 880 (90,9%) – руснаци
- 2190 (3,6%) – арменци
- 1250 (2,0%) – украинци
- 241 (0,4%) – цигани
- 233 (0,4%) – беларуси
- 187 (0,3%) – адигейци
- 174 (0,3%) – германци
- 170 (0,3%) – татари
- 132 (0,2%) – грузинци
- 110 (0,2%) – азербайджанци
- 78 (0,1%) – гърци
- 2 – турци